# Berliner Verbindungsbahn

Die Verbindungsbahn im Stadtplan um 1864

Die Berliner Verbindungsbahn war eine ungefähr neun Kilometer lange normalspurige und eingleisige Eisenbahnstrecke zur Verbindung der damals fünf Berliner Kopfbahnhöfe. Der Betrieb auf der Strecke wurde 1871 eingestellt, ihre Aufgaben wurden von der Berliner Ringbahn übernommen.

## Entstehung

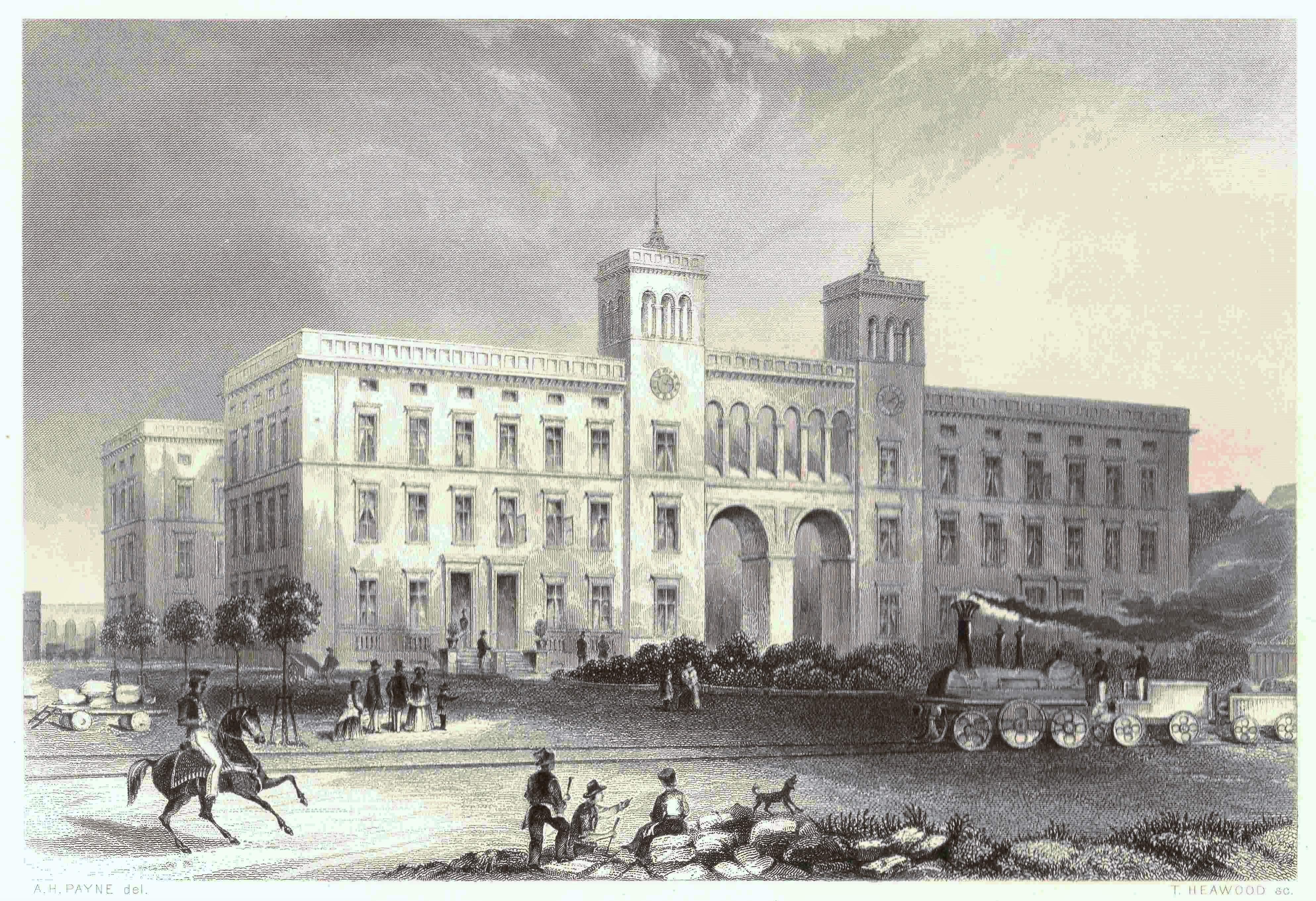
Der Hamburger Bahnhof um 1850. Im Vordergrund die Verbindungsbahn.

Bestrebungen, eine Verbindungsbahn zwischen den Kopfbahnhöfen der Stettiner Bahn (Nordbahnhof), Hamburger Bahn, Potsdamer Bahn, Anhalter Bahn und der Frankfurter Bahn (später: Schlesischer Bahnhof, heute: Ostbahnhof) zu bauen, gab es bereits Mitte der 1840er Jahre, kurz nach der Fertigstellung dieser Bahnen. Grund hierfür waren die für Übergangsreisende und -güter unzulänglichen Verkehrsverbindungen zwischen diesen Bahnhöfen. Als das preußische Militär 1850 anlässlich einer Mobilmachung zwecks Durchsetzung der politischen Dominanz in Deutschland nach der Märzrevolution 1848/1849 gegen Österreich ebenfalls unter den unzureichenden Verhältnissen litt, und zudem bekannt war, dass eine Bahnverbindung höhere Verkehrsleistungen erbringen konnte als Pferdedroschken und Fuhrwerke, befahl König Friedrich Wilhelm IV. den schnellen Bau einer Verbindungsbahn auf Staatskosten. Nach der Anfang 1850 begonnenen Ostbahn und dem Streckenbau der staatlichen Königlich-Westfälischen Eisenbahn-Gesellschaft war dies die dritte in staatlicher Eigenregie gebaute Bahn Preußens.

## Bau und Verlauf

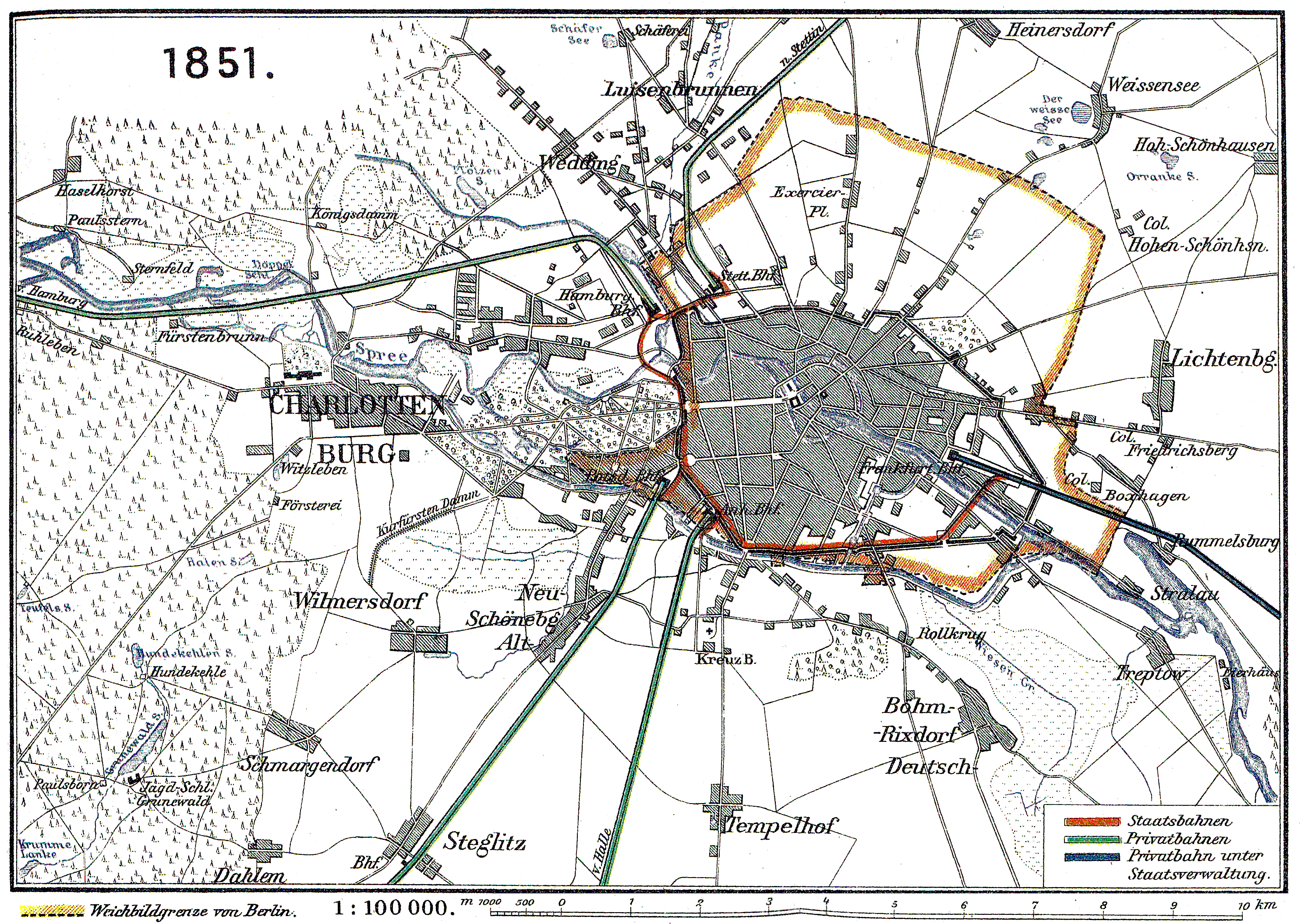
1851: Die Verbindungsbahn verläuft auf Straßenebene zwischen den fünf Berliner Kopfbahnhöfen

Mit dem Bau der Verbindungsbahn auf öffentlichem Straßenland wurde im Dezember 1850 am Hamburger Bahnhof sowohl in Richtung Osten zum Stettiner Bahnhof, als auch nach Süden zum Potsdamer Bahnhof, begonnen.
Zum Stettiner Bahnhof verlief sie durch die Invalidenstraße und überquerte den Berlin-Spandauer Schifffahrtskanal auf der als Drehbrücke konstruierten Sandkrugbrücke. Das Gleis war an den beiden Bahnhöfen mit Drehscheiben angeschlossen. Auch die Lokomotivfabrik Borsig, damals noch in der Chausseestraße vor dem Oranienburger Tor ansässig, nutzte das Gleis als Industrieanschluss.

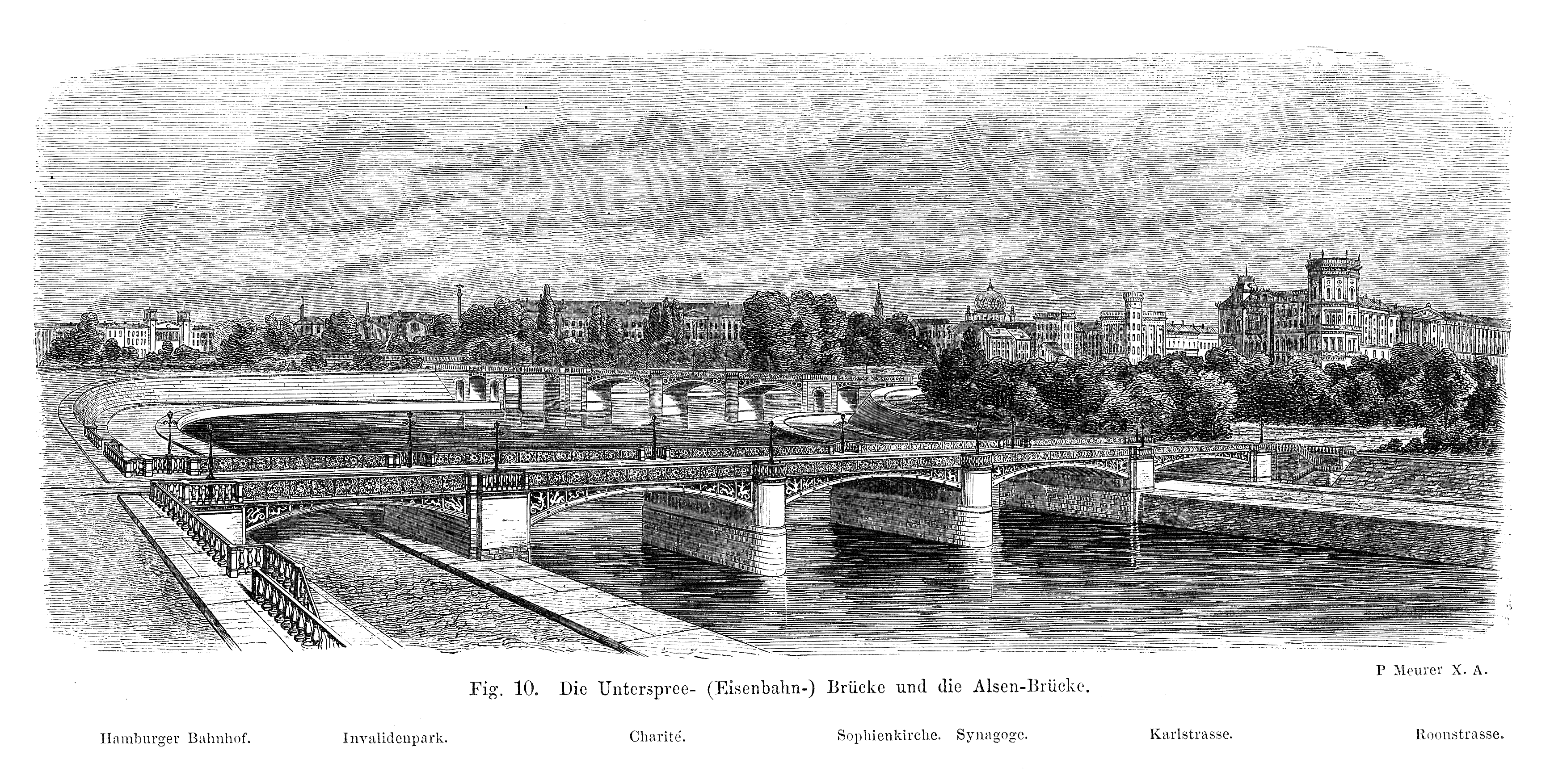
Unterspreebrücke der Verbindungsbahn. Im Hintergrund die Alsenbrücke

Die Strecke vom Hamburger Bahnhof Richtung Potsdamer Bahnhof überquerte auf einer hölzernen Pfahlbrücke mit Drehteil die Spree in der Nähe der heutigen Moltkebrücke und erreichte den späteren Königsplatz (heute: Platz der Republik), dann den Platz vor dem Brandenburger Tor, um schließlich, nach der Durchfahrung der Akzisemauer, auf der heutigen Ebert- und der Stresemannstraße das Potsdamer Tor (heute: Potsdamer Platz) zu erreichen. Mit einer Rechtsweiche wurde eine Abzweigung durch die Akzisemauer zum Potsdamer Bahnhof gelegt, der dadurch seine Anbindung erhielt, ebenso wie der Anhalter Bahnhof über eine Abzweigung am Askanischen Platz.

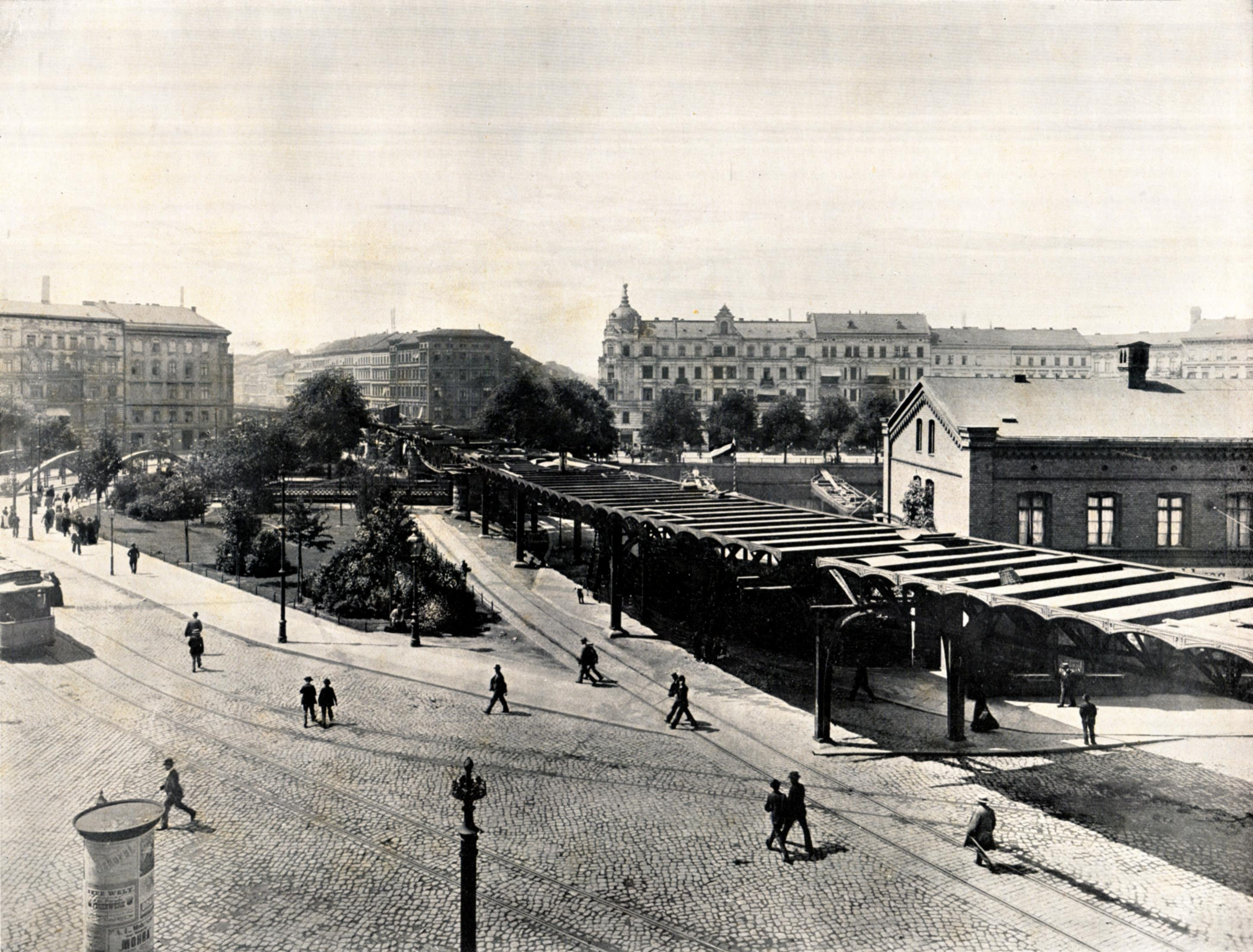
Links neben dem hier im Bau befindlichen Viadukt der Hochbahn am Wassertorplatz (heutige U-Bahn-Linien U1/U3) liegt das Gleis der Verbindungsbahn mit der Drehbrücke über den Luisenstädtischen Kanal im Hintergrund

Vor dem Landwehrkanal schwenkte die Strecke nach links (ostwärts) und führte auf dem heutigen Halleschen Ufer zum Halleschen Tor, über die Gitschiner Straße zum Wassertorplatz, wo der Luisenstädtische Kanal mit einer Drehbrücke überquert wurde, dann entlang der heutigen Skalitzer Straße über das Kottbusser Tor zum Lausitzer Platz, wo der 1868 fertiggestellte Görlitzer Bahnhof eine Abzweigung durch die heutige Wiener Straße erhielt. Vom Lausitzer Platz aus verlief die Strecke nach Nordosten durch die noch heute sogenannte Eisenbahnstraße zur Spree, die ebenfalls mit einer Drehbrücke (spätere Brommybrücke, 1945 zerstört) überquert wurde. Kurz vor der Spreebrücke befand sich seit 1802 das Berliner Proviantamt mit der Heeresbäckerei. Der heute noch erhaltene markante gelb verklinkerte Gebäudekomplex stammt aus den Jahren um 1890.
Nordöstlich der Mühlenstraße erfolgte schließlich die Einmündung in die Anlagen des Frankfurter (später Schlesischen) Bahnhofs in einer langen, südlich eines Ringlokschuppens liegenden Rechtskurve.
Die Eröffnung des Betriebes von Stettiner bis zum Anhalter Bahnhof fand am 15. September 1851 statt. Ab dem 15. Oktober des gleichen Jahres befuhr man schließlich die gesamte Strecke bis zum Frankfurter Bahnhof. Später kamen noch Industrieanschlüsse für an der Strecke liegende Betriebe wie die beiden Gaswerke (Englische und Städtische Gasanstalt) an der Gitschiner Straße beiderseits der Prinzenstraße hinzu.

## Betrieb

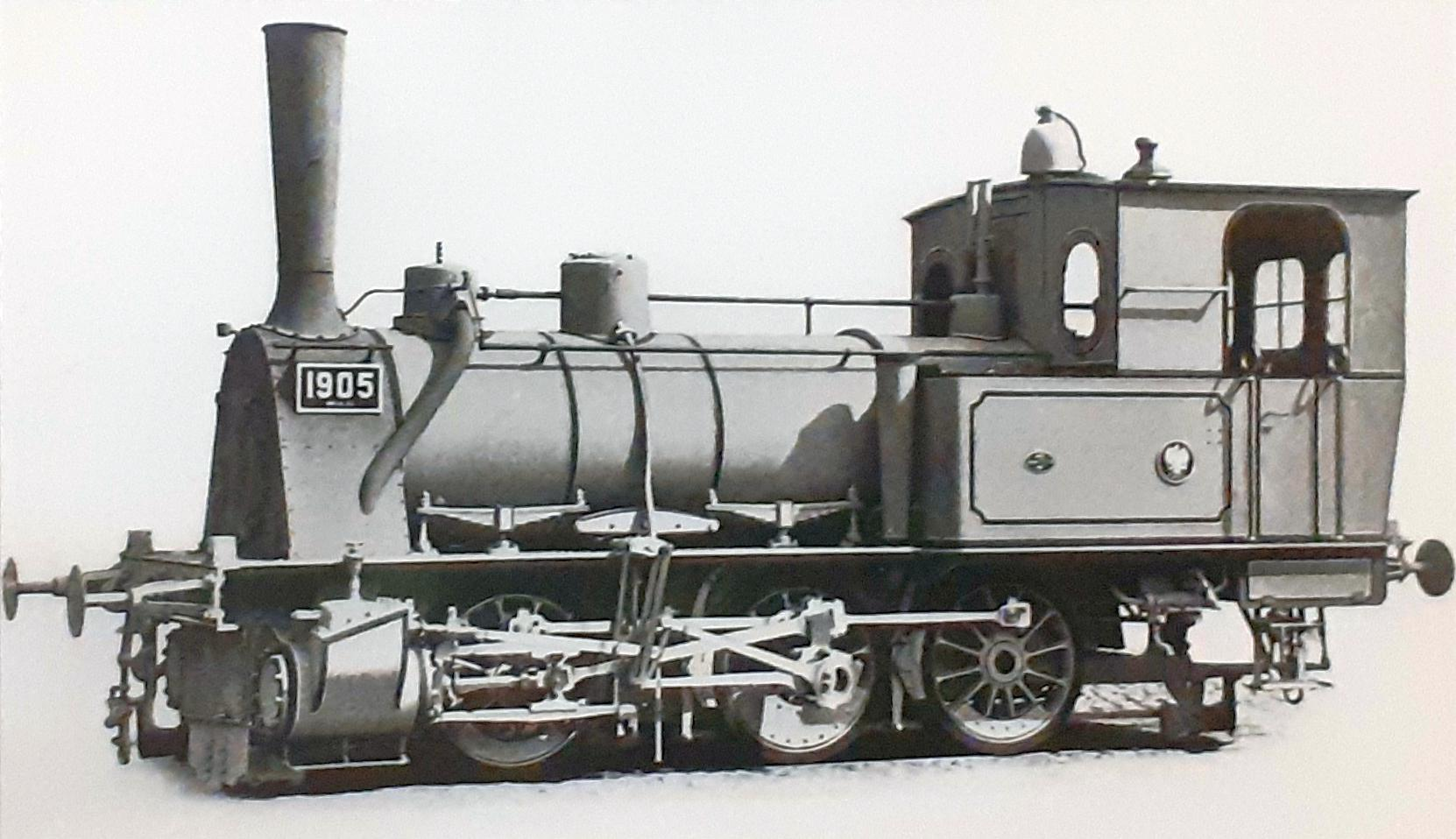
C-gekuppelte Tenderlok T 3

Die Betriebsführung der Verbindungsbahn wurde der Niederschlesisch-Märkischen Eisenbahn-Gesellschaft übertragen. Von Anfang an verkehrten auf der Strecke mit Dampflokomotiven bespannte Züge. Die ersten 14 Loks wurden von der Lokomotivfabrik Norris aus Philadelphia / USA geliefert. Es waren holzbefeuerte 2A-Maschinen, die seit 1843 gebaut wurden. Der Bestand dieser eher kleinen Loks wurden bald durch C-gekuppelte Güterzugloks mit den Betriebsnummern 234–239, 1867 von Louis Schwarzkopff nach englischem Vorbild gebaut, und der Nummer 191, 1865 von Borsig geliefert, ergänzt. Seit Anfang des 20. Jahrhunderts verkehrten auf der Verbindungsbahn auch Tenderlokomotiven der Achsfolge 1’C (Stadtbahnlokomotiven).
Der gesamte Betrieb war äußerst schwerfällig. Bedingt durch die engen Kurvenradien an den Bahnhöfen blieben öfter schwere Züge, manchmal mit mehr als 50 Achsen, mitten auf den Hauptverkehrsstraßen an den Bahnhofsvorplätzen stecken. Jedes Mal nach Anfahrt eines der Kopfbahnhöfe musste außerdem die Fahrtrichtung gewechselt werden und Bewohner entlang der Trasse beschwerten sich zunehmend über Rauch, Lärm und „rußigen Schmutz“. Schließlich wurde am 15. November 1864 der Güterverkehr in die Nachtstunden verlegt, um den schon damals recht dichten Straßenverkehr nicht noch mehr zu behindern.

## Ersatz durch die Ringbahn

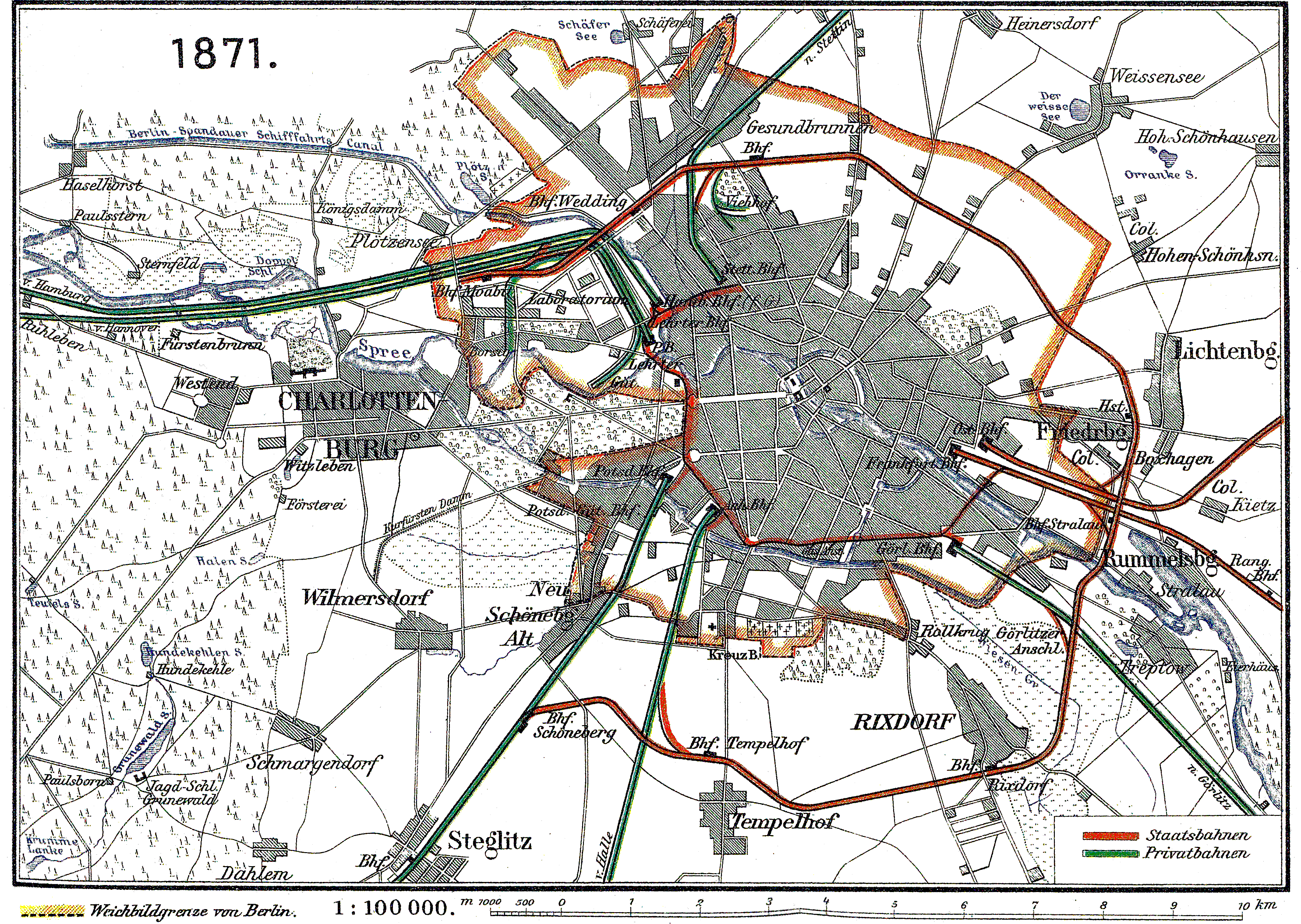
Solange die Ringbahn nicht fertiggestellt war, blieb die Verbindungsbahn noch in Betrieb, 1871

Inzwischen beschwerten sich die Anwohner über nächtliche Ruhestörungen, denn die Lokomotivglocken mussten die ganze Zeit während der Fahrt auf den Straßen geläutet werden. So begannen 1865 Überlegungen, eine weiter außerhalb über noch vorwiegend unbebautes Gebiet zu bauende Strecke zu benutzen. Die neue Strecke sollte unabhängig vom Straßenverkehr geführt werden. Deshalb sollte sie entweder in Damm- oder in Einschnittslage trassiert werden. Es sollte auch keine niveaugleichen Kreuzungen mit dem Straßenverkehr mehr geben. Deshalb waren an allen Kreuzungspunkten entweder Straßen- oder Eisenbahnbrücken notwendig.
Nach dem Krieg zwischen Preußen und Österreich wurden 1866 die Mittel zum Bau der neuen ringförmigen Verbindungsbahn (Berliner Ringbahn) bewilligt. Am 17. Juli 1871 wurde der östliche Abschnitt von Moabit über Gesundbrunnen, Central-Viehhof, Stralau-Rummelsburg, Rixdorf (heute: Neukölln) und Schöneberg zum Potsdamer Bahnhof eröffnet. Der westliche Abschnitt der Ringbahn ging am 15. November 1877 in Betrieb.
Am 16. Juli 1871 endete der Verkehr auf der alten Verbindungsbahn. Nur das Stück vom Görlitzer Bahnhof zu den Gasanstalten am heutigen Kreuzberger Prinzenbad blieb für Kohlelieferungen bis 1927 in Betrieb. Jährlich wurden 150.000 Tonnen Steinkohle in der Zeit von Mitternacht bis 7 Uhr morgens transportiert. Auf dem Gleis von den Gasanstalten über den Anschluss zum Görlitzer Bahnhof und die Eisenbahnstraße bis zur Ecke Köpenicker Straße verkehrte zeitweise eine Pferdebahn, die später durch die elektrische Straßenbahnlinie 1 (später auch die Hochbahn) ersetzt wurde.

## Relikte

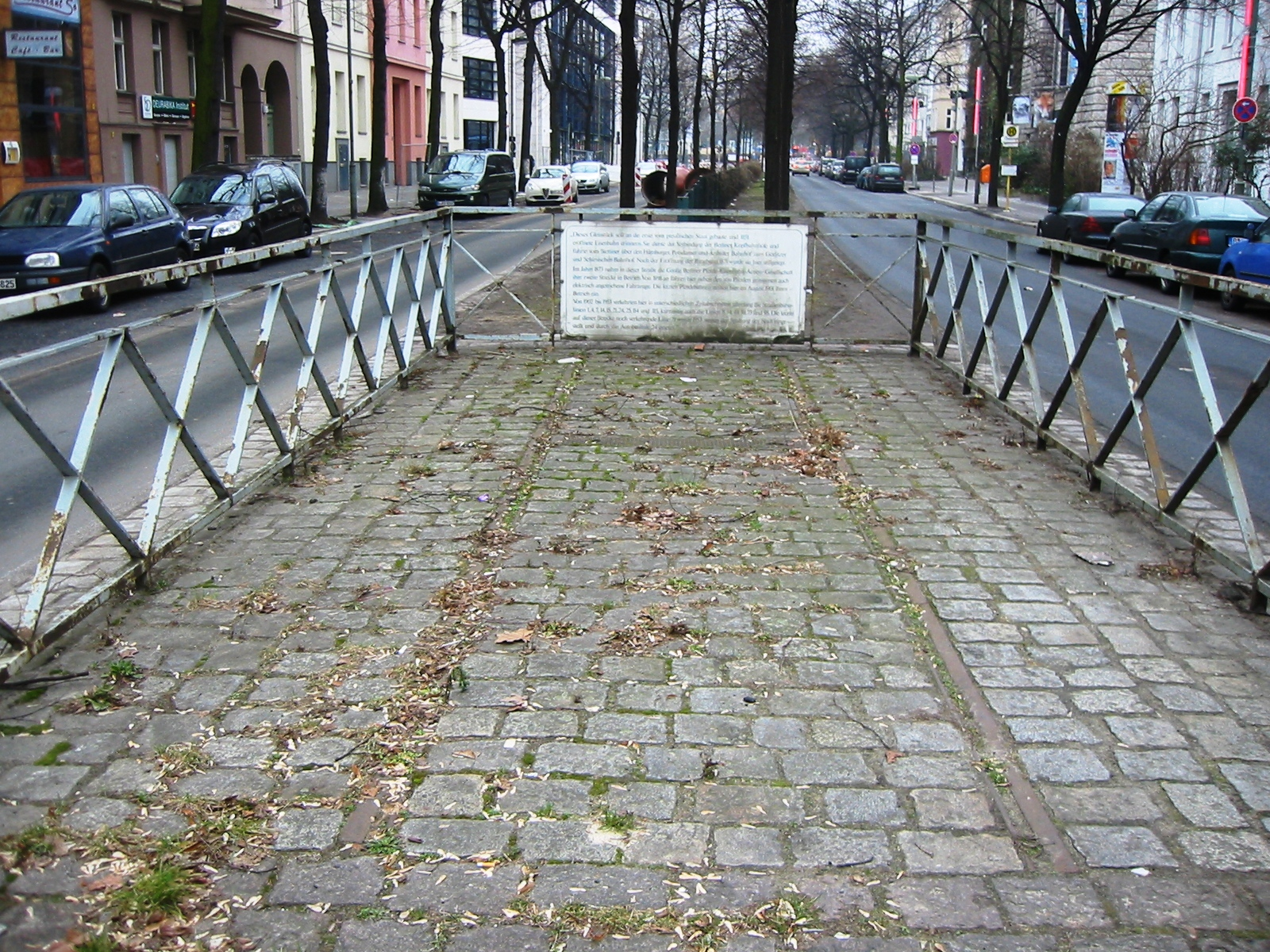
Gleisstück und Gedenktafel auf dem Mittelstreifen der Stresemannstraße

Heute erinnern auf dem Mittelstreifen der Stresemannstraße in Kreuzberg ein Gleisstück und eine Gedenktafel an die ehemals dort verkehrende Verbindungsbahn.
Die Eisenbahnstraße in Kreuzberg wurde 1852 nach der durch sie führenden Verbindungsbahn benannt und heißt heute noch so.